# 龙山街道 (海阳市)
龙山街道，是中华人民共和国山東省烟台市海阳市下辖的一个乡镇级行政单位。

## 行政区划
龙山街道下辖以下地区：
大阎家村、石前庄村、斜山村、迟家庄村、台子上村、路疃村、朝阳庄村、岭上村、廒上村、胡格庄村、隋家村、从上村、潮外村、大荆家村、东荆家村、海丰村、鲁古埠村、河宝村、王家庄村、西沽头村、大沽头村、庄上村、崂峙埠村、新平村、新生村、新民村和新建村。